# Wings UK Tour 1979
Il Wings UK Tour 1979 fu il tour intrapreso dai Wings nel 1979, secondo in Gran Bretagna e ultimo complessivo della band.

## Storia
Il 23 novembre 1979, i Wings diedero il via a una tappa di 19 date attraverso il Regno Unito per promuovere il loro ultimo disco, Back to the Egg.
Era stato progettato, similmente a quanto fatto per il Wings Over the World Tour del 1975/1976, come inizio di un tour mondiale per il biennio 1979/1980, con date previste in Giappone, Stati Uniti ed Europa, ma il progetto venne accantonato a causa dell'arresto per possesso di Marijuana di Paul McCartney in Giappone il 16 gennaio 1980 a seguito del quale ogni spettacolo successivo venne cancellato.
In compenso i Wings apparirono ai Rock for Kampuchea, concerti benefici organizzati da McCartney stesso che videro la presenza di altri gruppi come Queen, The Clash, The Pretenders e gli Who, riuniti in un supergruppo.
La formazione dei Wings per il tour era composta da Paul McCartney, Linda McCartney, Denny Laine, Laurence Juber, Steve Holley e una band di ottoni di supporto guidata da Howie Casey.
Una versione di Coming Up registrata dal vivo durante uno dei concerti tenutisi a Glasgow venne pubblicata come singolo negli Stati Uniti e raggiunse la prima posizione nella classifica Billboard. A causa del grande successo ottenuto, questa versione di Coming Up venne inclusa nella sola versione americana di McCartney II.

## Date
| Data             | Città               | Nazione     | Luogo               |
| ---------------- | ------------------- | ----------- | ------------------- |
| 23 novembre 1979 | Liverpool           | Inghilterra | Liverpool Institute |
| 24 novembre 1979 | Liverpool           | Inghilterra | Royal Court Theatre |
| 25 novembre 1979 | Liverpool           | Inghilterra | Royal Court Theatre |
| 26 novembre 1979 | Liverpool           | Inghilterra | Royal Court Theatre |
| 28 novembre 1979 | Manchester          | Inghilterra | Manchester Apollo   |
| 29 novembre 1979 | Manchester          | Inghilterra | Manchester Apollo   |
| 1º dicembre 1979 | Southampton         | Inghilterra | Gaumont             |
| 2 dicembre 1979  | Brighton            | Inghilterra | Brighton Centre     |
| 3 dicembre 1979  | Londra              | Inghilterra | Lewisham Odeon      |
| 5 dicembre 1979  | Londra              | Inghilterra | The Rainbow Theatre |
| 7 dicembre 1979  | Londra              | Inghilterra | Wembley Arena       |
| 8 dicembre 1979  | Londra              | Inghilterra | Wembley Arena       |
| 9 dicembre 1979  | Londra              | Inghilterra | Wembley Arena       |
| 10 dicembre 1979 | Londra              | Inghilterra | Wembley Arena       |
| 12 dicembre 1979 | Birmingham          | Inghilterra | Odeon               |
| 14 dicembre 1979 | Newcastle upon Tyne | Inghilterra | Newcastle City Hall |
| 15 dicembre 1979 | Edimburgo           | Scozia      | Odeon               |
| 16 dicembre 1979 | Glasgow             | Scozia      | The Apollo          |
| 17 dicembre 1979 | Glasgow             | Scozia      | The Apollo          |
| 29 dicembre 1979 | Londra              | Inghilterra | Hammersmith Apollo  |

## Scaletta
1. Got to Get You into My Life (Beatles)
2. Getting Closer
3. Every Night (McCartney)
4. Again and Again and Again
5. I've Had Enough
6. No Words
7. Cook of the House
8. Old Siam, Sir
9. Maybe I'm Amazed (McCartney)
10. The Fool on the Hill (Beatles)
11. Let It Be (Beatles)
12. Hot as Sun/Glassess (McCartney)
13. Spin It On
14. Twenty Flight Rock (Eddie Cochran)
15. Go Now (Moody Blues)
16. Arrow Through Me
17. Wonderful Christmastime (Wonderful Christmastime/Rudolph the Red-Nosed Reggae) – non suonata allo spettacolo del 29 dicembre
18. Coming Up (McCartney II)
19. Goodnight Tonight
20. Yesterday (Beatles)
21. Mull of Kintyre
22. Band on the Run

## Formazione
- Paul McCartney - voce, basso elettrico, tastiere
- Linda McCartney - cori, tastiere
- Denny Laine - cori, voce, chitarra
- Laurence Juber - chitarra
- Steve Holley - batteria
- Howie Casey - sassofono, ottoni